# Procambarus fitzpatricki
Procambarus fitzpatricki är en sötvattenlevande kräfta som lever endemiskt i USA.